# Главиница (село)
Вижте пояснителната страница за други значения на Главиница.
Главиница е село в Южна България, част от община Пазарджик, област Пазарджик. Населението му е около 2 300 души (2020).

## География
Селото се намира на 210 метра надморска височина в западната част на Пазарджишко-Пловдивското поле, на по-малко от километър от центъра на град Пазарджик, с чиято промишлена зона граничи.

## Култура
- Църквата „Архангел Михаил“
- Дом за стари хора
- Училището

 Традиционно всяка година на 07.01 (седми януари) се провежда кукерски празник (Джамаловден).

## Известни личности
Родени
- Янка Атмаджова (р. 1968) – народна певица, главен солист и помощник-диригент в Ансамбъл „Пазарджик“
- Стоименка Недялкова (р. 1972) – народна певица, по-малката сестра на Янка Атмаджова, бивша солистка на Национален ансамбъл „Филип Кутев“ и хор „Българските гласове – Ангелите“
- Николай Учиков (р. 1986) – волейболист